# Yolanda Ngarambe
Yolanda Ngarambe (14 de septiembre de 1991) es una deportista de Suecia que compite en atletismo. Ganó una medalla de oro en el Campeonato Europeo de Atletismo por Equipos de 2019, en la prueba de 3000 m.